# Robin Lautenbach
Robin Lautenbach (ur. 4 listopada 1952 w Pforzheim) – dziennikarz niemiecki, kierownik studia ARD w Warszawie.
Studiował politologię, geografię i historię w Heidelbergu i Berlinie. Po studiach przez kilka miesięcy pracował jako niezależny korespondent w Kairze. Od 1980 r. związany z zachodnioberlińską stacją telewizyjną SFB, obecnie działającą pod nazwą RBB. Produkował programy informacyjne z Berlina Zachodniego, początkowo dla wiadomości regionalnych, a od 1984 na antenę ogólnoniemiecką. 9 listopada 1989 na żywo relacjonował wydarzenia, które zapoczątkowały upadek Muru Berlińskiego. W roku 1990 został korespondentem w upadającej NRD. W latach 1993–1999 kierował berlińskim studiem ARD, a w latach 1999–2004 relacjonował bieżące wydarzenia polityczne ze studia stołecznego w Berlinie. W latach 2004–2009 kierował studiem ARD w Warszawie.